# Rotterdam (schip, 1987)
Boeienlegger Rotterdam is een betonningsvaartuig van de Nederlandse Kustwacht. De Rotterdam en de twee zusterschepen Terschelling en Frans Naerebout zijn gebouwd voor de volgende taken:
- leggen en onderhouden van boeien
- slepen van schepen
- oliebestrijding
- begeleiden van schepen in het ijs. (gebouwd onder ijsklasse)

In tegenstelling tot de twee andere boeienleggers is de Rotterdam niet uitgerust met waterkanonnen.